# Новомиколаївка (Великомихайлівська сільська громада)
Новомикола́ївка — село в Україні, у Синельниківському районі Дніпропетровської області. Входить до складу Великомихайлівської сільської громади. Населення становить 155 осіб.

## Географія
Село Новомиколаївка знаходиться на відстані 1,5 км від села Калинівське і за 2 км від села Березове. По селу протікає пересихаючий струмок з загатою.

## Історія
Засноване в кінці ХІХ століття переселенцями з різних сіл сучасного Покровського району. Чимало переселилось селян з с. Миколаївка, тому село було назване Новомиколаївкою.
До 2016 року орган місцевого самоврядування — Березівська сільська рада.
12 червня 2020 року, відповідно до розпорядження Кабінету Міністрів України № 709-р від «Про визначення адміністративних центрів та затвердження територій територіальних громад Дніпропетровської області», увійшло до складу Великомихайлівської сільської громади.
19 липня 2020 року, в результаті адміністративно-територіальної реформи та ліквідації Покровського району, село увійшло до складу новоутвореного Синельниківського району.

## Населення

### Мова
Розподіл населення за рідною мовою за даними перепису:
| Мова       | Кількість | Відсоток |
| ---------- | --------- | -------- |
| українська | 148       | 95.48%   |
| російська  | 7         | 4.52%    |
| Усього     | 155       | 100%     |